# Pied-planche
Le pied-planche ou parfois pied de planche (en anglais : board foot) est une unité de mesure de volume américaine et canadienne utilisée pour le bois brut de sciage. Ce terme est utilisé dans la version française des lois fédérales du Canada.

## Définition
Un pied-planche équivaut à : 
- 1 pied × 1 pied × 1 pouce (po)
- 12 pouces × 12 pouces × 1 pouce
- 144 po³
- 1⁄12 pied³
- 2,360 litres ou millistères
- 0,002 360 m³ ou stères